# Équipe de Hongrie de football à la Coupe du monde 1962
L'équipe de Hongrie de football participe à sa cinquième Coupe du monde lors de l'édition 1962 qui se tient au Chili du 30 mai au 17 juin 1962. Elle se qualifie en devançant les Pays-Bas et la RDA lors de la campagne éliminatoire.
Toujours dirigée par Lajos Baróti, la Hongrie atteint les quarts de finale de la compétition. Elle sort en tête de son groupe, composée de l’Angleterre, de l’Argentine et de la Bulgarie avant de s’incliner sur le score d’un but à zéro face au futur finaliste de l’épreuve, la Tchécoslovaquie.
Avec quatre buts inscrits, dont un triplé face aux Bulgares, l’attaquant de Ferencváros Flórián Albert est le meilleur buteur de l’épreuve, en compagnie de cinq autres joueurs.

## Phase qualificative
| Rang | Équipe             | Pts | J | G | N | P | Bp | Bc | Diff |  | Résultats (▼ dom., ► ext.) |     |     |     |
| ---- | ------------------ | --- | - | - | - | - | -- | -- | ---- |  | -------------------------- | --- | --- | --- |
| 1    | Hongrie            | 7   | 4 | 3 | 1 | 0 | 11 | 5  | +6   |  | Hongrie                    |     | 3-3 | 2-0 |
| 2    | Pays-Bas           | 2   | 3 | 0 | 2 | 1 | 4  | 7  | -3   |  | Pays-Bas                   | 0-3 |     | N/D |
| 3    | Allemagne de l'Est | 1   | 3 | 0 | 1 | 2 | 3  | 6  | -3   |  | Allemagne de l'Est         | 2-3 | 1-1 |     |

Pour le match entre les Pays-Bas et la RDA, les joueurs est-allemands ne sont pas autorisés à entrer aux Pays-Bas, à cause de problèmes de visas. La Hongrie étant assurée de se qualifier, le match est annulé.
| 16 avril 1961 | Hongrie                 | 2 - 0 | Allemagne de l'Est | Stade Ferenc Szusza, Budapest                 |                                               |
|               | Albert 12e · Göröcs 52e |       |                    | Spectateurs : 32 000 Arbitrage : Jordan Takov | Spectateurs : 32 000 Arbitrage : Jordan Takov |
|               | Détails                 |       |                    | Spectateurs : 32 000 Arbitrage : Jordan Takov | Spectateurs : 32 000 Arbitrage : Jordan Takov |

| 30 avril 1961 | Pays-Bas | 0 - 3 | Hongrie                                      | De Kuip, Rotterdam                              |                                                 |
|               |          |       | Károly Sándor 22e · Fenyvesi 24e · Tichy 36e | Spectateurs : 65 000 Arbitrage : Clive Kingston | Spectateurs : 65 000 Arbitrage : Clive Kingston |
|               | Détails  |       |                                              | Spectateurs : 65 000 Arbitrage : Clive Kingston | Spectateurs : 65 000 Arbitrage : Clive Kingston |

| 10 septembre 1961 | Allemagne de l'Est    | 2 - 3 | Hongrie                               | Stade du Weltjugend, Berlin                  |                                              |
|                   | Erler 53e · Ducke 87e |       | Solymosi 44e · Sándor 76e · Tichy 80e | Spectateurs : 25 000 Arbitrage : M. Lukianov | Spectateurs : 25 000 Arbitrage : M. Lukianov |
|                   | Détails               |       |                                       | Spectateurs : 25 000 Arbitrage : M. Lukianov | Spectateurs : 25 000 Arbitrage : M. Lukianov |

| 22 octobre 1961 | Hongrie                                | 3 - 3 | Pays-Bas                           | Nepstadion, Budapest                           |                                                |
|                 | Monostori 19e · Göröcs 21e · Tichy 80e |       | Van Der Linden 8e, 14e · Groot 56e | Spectateurs : 30 000 Arbitrage : Hugh Phillips | Spectateurs : 30 000 Arbitrage : Hugh Phillips |
|                 | Détails                                |       |                                    | Spectateurs : 30 000 Arbitrage : Hugh Phillips | Spectateurs : 30 000 Arbitrage : Hugh Phillips |

## Phase finale

### Premier tour - Groupe IV
| Classement final |            |     |   |   |   |   |    |    |      |
|                  | Équipe     | Pts | J | G | N | P | BP | BC | Moy. |
| 1                | Hongrie    | 5   | 3 | 2 | 1 | 0 | 8  | 2  | 4.00 |
| 2                | Angleterre | 3   | 3 | 1 | 1 | 1 | 4  | 3  | 1.33 |
| 3                | Argentine  | 3   | 3 | 1 | 1 | 1 | 2  | 3  | 0.67 |
| 4                | Bulgarie   | 1   | 3 | 0 | 1 | 2 | 1  | 7  | 0.14 |

| 30 mai | Argentine  | 1 | 0 | Bulgarie   |
| 31 mai | Hongrie    | 2 | 1 | Angleterre |
| 2 juin | Angleterre | 3 | 1 | Argentine  |
| 3 juin | Hongrie    | 6 | 1 | Bulgarie   |
| 6 juin | Argentine  | 0 | 0 | Hongrie    |
| 7 juin | Angleterre | 0 | 0 | Bulgarie   |

| 31 mai 1962                       | Hongrie                | 2 - 1 | Angleterre         | Estadio Braden Cooper Co., Rancagua      |                                          |
| 15:00 · Historique des rencontres | Tichy 17e · Albert 61e |       | Flowers 60e (pen.) | Spectateurs : 7 938 Arbitrage : Leo Horn | Spectateurs : 7 938 Arbitrage : Leo Horn |
| 15:00 · Historique des rencontres | (Rapport)              |       |                    | Spectateurs : 7 938 Arbitrage : Leo Horn | Spectateurs : 7 938 Arbitrage : Leo Horn |

| 3 juin 1962                       | Hongrie                                           | 6 - 1 | Bulgarie    | Estadio Braden Cooper Co., Rancagua                    |                                                        |
| 15:00 · Historique des rencontres | Albert 1re, 6e, 53e · Tichy 8e 70e · Solymosi 12e |       | Sokolov 64e | Spectateurs : 7 442 Arbitrage : Juan Gardeazábal Garay | Spectateurs : 7 442 Arbitrage : Juan Gardeazábal Garay |
| 15:00 · Historique des rencontres | (Rapport)                                         |       |             | Spectateurs : 7 442 Arbitrage : Juan Gardeazábal Garay | Spectateurs : 7 442 Arbitrage : Juan Gardeazábal Garay |

| 6 juin 1962                       | Hongrie   | 0 - 0 | Argentine | Estadio Braden Cooper Co., Rancagua                       |                                                           |
| 15:00 · Historique des rencontres |           |       |           | Spectateurs : 7 945 Arbitrage : Arturo Yamasaki Maldonado | Spectateurs : 7 945 Arbitrage : Arturo Yamasaki Maldonado |
| 15:00 · Historique des rencontres | (Rapport) |       |           | Spectateurs : 7 945 Arbitrage : Arturo Yamasaki Maldonado | Spectateurs : 7 945 Arbitrage : Arturo Yamasaki Maldonado |

### Quart de finale
Les Hongrois sont éliminés par leurs voisins tchécoslovaques, sur un but de Scherer inscrit assez tôt dans le match.
| 10 juin 1962                      | Tchécoslovaquie | 1 - 0 | Hongrie | Estadio Braden Cooper Co., Rancagua               |                                                   |
| 14:30 · Historique des rencontres | Scherer 13e     |       |         | Spectateurs : 11 690 Arbitrage : Nikolaï Latychev | Spectateurs : 11 690 Arbitrage : Nikolaï Latychev |
| 14:30 · Historique des rencontres | (Rapport)       |       |         | Spectateurs : 11 690 Arbitrage : Nikolaï Latychev | Spectateurs : 11 690 Arbitrage : Nikolaï Latychev |

## Effectif
Lajos Baróti est le sélectionneur de la Hongrie durant la Coupe du monde.
| No. | Pos.      | Joueur                    | Date de naissance et âge | Sélec. | Club               |
| --- | --------- | ------------------------- | ------------------------ | ------ | ------------------ |
| 1   | Gardien   | Gyula Grosics (capitaine) | 4 février 1926           | 81     | Tatabányai Bányász |
| 2   | Défenseur | Sándor Mátrai             | 20 novembre 1932         | 41     | Ferencváros TC     |
| 3   | Défenseur | Kálmán Mészöly            | 16 juillet 1941          | 4      | Vasas SC           |
| 4   | Défenseur | László Sárosi             | 27 février 1932          | 25     | Vasas SC           |
| 5   | Défenseur | Ernő Solymosi             | 21 septembre 1940        | 16     | Újpesti Dózsa SC   |
| 6   | Milieu    | Ferenc Sipos              | 13 décembre 1932         | 44     | MTK Budapest FC    |
| 7   | Attaquant | Károly Sándor             | 29 novembre 1928         | 58     | MTK Budapest FC    |
| 8   | Attaquant | János Göröcs              | 8 mai 1939               | 32     | Újpesti Dozsa SC   |
| 9   | Attaquant | Flórián Albert            | 15 septembre 1941        | 23     | Ferencváros TC     |
| 10  | Milieu    | Lajos Tichy               | 21 mars 1935             | 53     | Budapest Honvéd    |
| 11  | Attaquant | Máté Fenyvesi             | 20 septembre 1933        | 42     | Ferencváros TC     |
| 12  | Défenseur | Kálmán Sóvári             | 21 décembre 1940         | 7      | Újpesti Dózsa SC   |
| 13  | Défenseur | Kálmán Ihász              | 6 décembre 1941          | 0      | Vasas SC           |
| 14  | Milieu    | István Nagy               | 14 avril 1939            | 1      | MTK Budapest FC    |
| 15  | Milieu    | Iván Menczel              | 14 décembre 1941         | 0      | Salgótarjáni BTC   |
| 16  | Attaquant | János Farkas              | 27 mars 1942             | 4      | Vasas SC           |
| 17  | Attaquant | Gyula Rákosi              | 9 octobre 1938           | 3      | Ferencváros TC     |
| 18  | Attaquant | Tivadar Monostori         | 24 août 1936             | 5      | Dorogi FC          |
| 19  | Attaquant | Béla Kuharszki            | 20 avril 1940            | 5      | Újpesti Dózsa SC   |
| 20  | Attaquant | László Bödör              | 17 août 1933             | 1      | MTK Budapest FC    |
| 21  | Gardien   | Antal Szentmihályi        | 3 juin 1937              | 1      | Vasas SC           |
| 22  | Gardien   | István Ilku               | 6 mars 1933              | 6      | Dorogi FC          |